# مسرشميت مي 609
مسرشميت مي 609 (أو التوأم مي 309 ) مشروع  طائرة ألماني في الحرب العالمية الثانية، جمع بين هيكلين من النموذج الأولي لطائرة مي 309 المقاتلة لتشكيل مقاتلة ثقيلة.

## التصميم والتطوير
بدأ المشروع استجابة لمتطلبات وزارة طيران الرايخ عام 1941 للحصول على مقاتلة ثقيلة (مدمرة) جديدة لتحل محل المدمرة بي إف 110 في أقرب وقت وبحد أدنى من الأجزاء الجديدة. وكان استجابة شركة مسرشميت هو تصميم مي 609، والتي استخدمت مشروع مي 309 الفاشل لتشكيل أساس المقاتلة الجديدة. كان من المقرر أن تٌصنع طائرة مي 609 بواسطة هيكلي طائرة مي 309 من خلال ربطها بجناح مركزي جديد. كان من المفترض أن يتم استخدام العجلتين الداخليتين فقط من عجلات الهبوط الرئيسية المتصلة لطائرة مي 309، وكانتا تتراجعان إلى القسم الأوسط من الطائرة. وقد أدى هذا إلى ترتيب غير اعتيادي للعجلات الأربع. كان من المفترض أن يجلس الطيار في قمرة القيادة الموجودة في جسم الطائرة الأيسر، مع تفريغ للجانب الأيمن.
تم العمل على نسختين: مقاتلة ثقيلة مزودة بأربعة أو ستة مدافع أم كيه 108، والنسخة الثانية هي قاذفة سريعة مزودة بمدفعين أم كيه 108 مقاس 30 ملم وحمولة قنابل تبلغ 1000كيلوجرام (2200رطل) يتم حملها أسفل هيكل الطائرة. بحلول أواخر ديسمبر 1942، تم إلغاء مشروع Messerschmitt Me 609 وهي على تصاميم لوحات الرسم فقط.

## التسمية
تزعم أحد المصادر أن مي 609 كانت في الواقع تسمية تضليلية لطائرة مي 262 الجاهزة للاختبار في أواخر الحرب، وليست Me 309 ذات هيكل المزدوج. ومع ذلك، فإن هذا الادعاء يتناقض مع معظم المصادر الأخرى.

## المواصفات (Me 609، كما هو مصمم)
البيانات من 
الخصائص العامة
- طاقم: 1
- طول: 9.72 م (31 قدم 11 بوصة)
- باع الجناح: 15.75 م (51 قدم 8 بوصة)
- ارتفاع: 3.43 م (11 قدم 3 بوصة)
- الوزن فارغة: 5,247 كـغ (11,568 رطل)
- الوزن الإجمالي: 6,534 كـغ (14,405 رطل)
- محركات: 2 × Daimler-Benz DB 603
- مراوح: 3-ريشة constant-speed propellers

أداء
- السرعة القصوى: 760 كم/س (472 ميل/س؛ 410 عقدة)

تسليح

- مدفع رشاش: 2 × 30 mm (1.18 in) مدفع أم كيه 108s
- 4 × 30 mm (1.18 in) مدفع أم كيه 108s
- القنابل: 1000 kg (2,204 lb) of bombs

## أنظر أيضا
تطويرات ذات صلة
- مسرشميت بي إف 109
- مسرشميت مي 209
- Me 209-II
- مسرشميت مي 309
- مسرشميت مي 509

طائرات شبيهة من حيث الدور والقدرة والعصر
- P-82 Twin Mustang
- Heinkel He 111Z Zwilling ("Twins")

قوائم ذات صلة
- قائمة الطائرات العسكرية الألمانية
- قائمة الطائرات العسكرية في الحرب العالمية الثانية في ألمانيا